# 윤노빈
윤노빈(尹老彬, 1941년~)은 대한민국의 대학교수이자 월북한 사람이다. 부산대 철학과 교수로 재직 중이던 1982년 가족과 함께 월북했다.

## 생애
1941년 강원도 원주에서 태어났다. 시인 김지하와 강원도 원주중학교와 서울대 문리대 (철학과) 동창이며, 서로 깊이 교류했다.
이 인연으로 김지하는 2008년 10월 부산대 철학과 개설 60주년 기념식에 강사로 초청받아 강의했다.
서독 프랑크푸르트 대학교에서 철학 박사 학위를 받았으며 1967년부터 부산대학교 철학과 교수로 지냈다. 1982년 9월 가족 5명과 함께 대만으로 유학을 떠났다가 바로 싱가포르에서 입북을 했다. 유학이 아니라 사실상 탈남이자 계획된 월북이었다. 외무장관 출신 최덕신이나 천도교 교령 오익제와 달리 윤노빈의 월북 사건은 언론에 단 한 줄도 보도되지 않았다. 당시는 매스컴에도 보도되지 않아 그가 월북한 것조차 잘 알려지지 않았다. 월북한 후 그는 소문에 의하면 대남 방송의 기사작성자로 일하고 있다고 한다.
입북 후 ‘조국통일연구원 책임지도원’이란 직위를 갖고 평양에 살고 있다. ‘통영의 딸’ 신숙자씨의 남편인 오길남 박사와 함께 칠보산연락소에서 방송요원으로 활동했었다. 당시 사용한 가명인 ‘정영호’를 정식 이름으로 사용하고 있으며, 대동강구역 동문2동에 살고 있다. 독일에서 월북했다가 탈출, 월남한 '오길남'이 전하는 말이다.
'유격훈련'이라는 저 상상을 초월하는 엄청난 고통을 마침내 졸업하고 나서야 노빈은 비로소 북한 당국에 의해 받아들여졌다고 한다. '오길남'이 전하는 바로는, 안팎으로 얼마나 고초가 심했던지 그의 아내 왈 '죽어서라도 남편을 저주하겠다'는 말을 했다고 한다.
윤 교수가 국내에 남긴 단 한 권의 저서가 '신생철학'이다. 1974년 펴냈다.  세계관, 고통, 악마, 언어 등의 범주로 전개한 '신생철학'은 민족적 고통을 극복하는 방법으로 동양사상의 근원적인 혁명성에서 모티브를 찾는다. “독실한 가톨릭 신자였고 헤겔철학으로 무장되었으며, 그것을 또 한차례 뛰어넘어 동학과 스피노자의 생명철학을 밑에 깔고 제 나름의 철학, 저 유명한 『신생철학』을 창안한 사람”이었다.
70년대 중반에 「한국사상」에 「동학의 세계사상적 의미」발표한 바 있다.
제자의 글이 인터넷에 있다. 나의 스승 윤노빈에 대한 기억-이병길님 홈피에서.

## 참고 자료
- 천재 철학자로 불리다 1982년 가족 5명과 함께 월북한 부산대 철학과 윤노빈 교수의 운명 주성하TV 2022. 1. 25.

그의 이웃집에서 살았던 탈북자의 북한에서의 윤노빈의 삶에 대한 증언